# 1954년 FIFA 월드컵 예선
1954년 FIFA 월드컵 예선은 1954년 FIFA 월드컵 본선 참가국을 선발하기 위한 대회로 총 45개국이 참가를 신청했다. 16장의 본선 진출권 가운데 스위스가 개최국 자격으로 자동 진출하였고, 우루과이가 지난 대회 우승 팀 자격으로 자동 진출하여, 14장의 진출권을 놓고 예선을 치렀다.
1954년 FIFA 월드컵에 출전하게 될 14개의 티켓은 배분은 아래와 같이 이루어졌다.
- 유럽 : 12장 (27개 팀), 11장 (본선 직행) + 1장 (개최국 스위스)
- 남아메리카 : 2장 (4개 팀), 1장 (본선 직행) + 1장 (전년도 우승 팀 우루과이)
- 북아메리카 : 1장 (3개 팀)
- 아시아 : 1장 (3개 팀)

## 지역 예선
- 유럽

아이슬란드는 FIFA로부터 참가를 거절당함.
1조 - 서독 본선 진출.
2조 - 벨기에 본선 진출.
3조 - 잉글랜드, 스코틀랜드 본선 진출.
4조 - 프랑스 본선 진출.
5조 - 오스트리아 본선 진출.
6조 - 터키와 스페인이 동률을 이룬 끝에 추첨으로 터키가 본선 진출.
7조 - 폴란드의 기권으로 헝가리가 자동으로 본선 진출.
8조 - 체코슬로바키아 본선진출.
9조 - 이탈리아 본선 진출.
10조 - 유고슬라비아 본선 진출.
- 남미

볼리비아는 FIFA로부터 참가를 거절당함.
11조 - 페루 기권. 브라질 본선 진출.
- 북중미카리브

코스타리카, 쿠바는 FIFA로부터 참가를 거절당함.
12조 - 멕시코 본선 진출.
- 아시아

남베트남, 인도는 FIFA로부터 참가를 거절당함.
13조 - 중화민국(타이완) 기권. 대한민국 본선 진출.

## 본선 진출국
| 팀             | 참가 자격               | 본선 진출 확정일 | 통산 출전 횟수 | 마지막 진출 | 연속 진출 횟수 | 역대 최고 성적             |
| -------------- | ----------------------- | ---------------- | -------------- | ----------- | -------------- | -------------------------- |
| 스위스(H)      | 개최국                  | 1946년 7월 22일  | 4              | 1950        | 4              | 8강 (1934, 1938)           |
| 우루과이(C)    | 1950년 FIFA 월드컵 우승 | 1950년 7월 16일  | 3              | 1950        | 2              | 우승 (1930, 1950)          |
| 벨기에         | 유럽 예선 2조 1위       | 1953년 10월 8일  | 4              | 1938        | 1              | 1라운드 (1930, 1934, 1938) |
| 체코슬로바키아 | 유럽 예선 8조 1위       | 1953년 10월 25일 | 3              | 1938        | 1              | 준우승 (1934)              |
| 잉글랜드       | 유럽 예선 3조 1위       | 1953년 11월 11일 | 2              | 1950        | 2              | 조별 리그 (1950)           |
| 프랑스         | 유럽 예선 4조 1위       | 1953년 11월 25일 | 4              | 1938        | 1              | 8강 (1938)                 |
| 오스트리아     | 유럽 예선 5조 승자      | 1953년 11월 29일 | 2              | 1934        | 1              | 4위 (1934)                 |
| 헝가리         | 유럽 예선 7조 승자      | 1953년 (추정)    | 3              | 1938        | 1              | 준우승 (1938)              |
| 멕시코         | 북중미 예선 12조 1위    | 1954년 1월 14일  | 3              | 1950        | 2              | 조별 리그 (1930, 1950)     |
| 이탈리아       | 유럽 예선 9조 승자      | 1954년 1월 24일  | 4              | 1950        | 4              | 우승 (1934, 1938)          |
| 대한민국       | 아시아 예선 13조 승자   | 1954년 3월 14일  | 1              | 첫 출전     | 1              | 첫 출전                    |
| 튀르키예       | 유럽 예선 6조 승자      | 1954년 3월 17일  | 1              | 첫 출전     | 1              | 첫 출전                    |
| 브라질         | 남미 예선 11조 1위      | 1954년 3월 21일  | 5              | 1950        | 5              | 준우승 (1950)              |
| 서독           | 유럽 예선 1조 1위       | 1954년 3월 28일  | 3              | 1938        | 1              | 3위 (1934)                 |
| 유고슬라비아   | 유럽 예선 10조 1위      | 1954년 3월 28일  | 3              | 1950        | 2              | 3위 (1930)                 |
| 스코틀랜드     | 유럽 예선 3조 2위       | 1954년 3월 31일  | 1              | 첫 출전     | 1              | 첫 출전                    |

- (H) - 개최국으로서 자동 진출

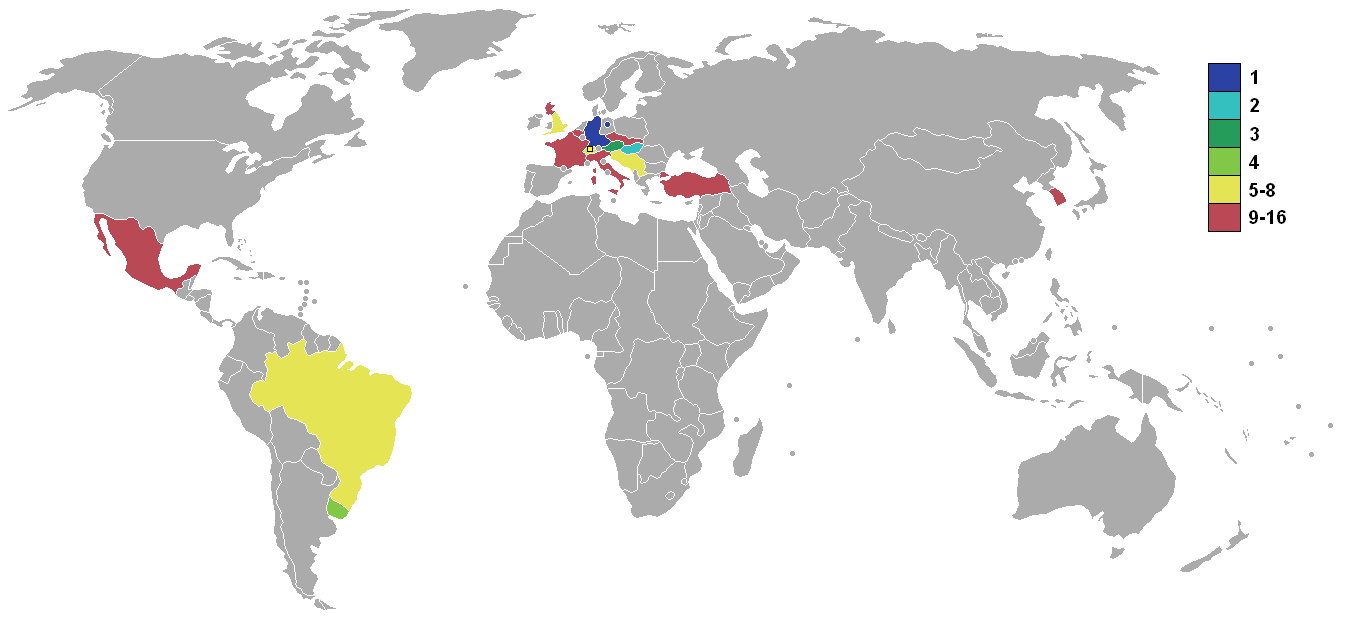
1954년 FIFA 월드컵 본선 진출국

- (C) - 1950년 FIFA 월드컵 우승 팀으로서 자동 진출